# Knooppunt Poznań-Krzesiny
Het knooppunt Poznań-Krzesiny (Pools: Węzeł Poznań-Krzesiny) is een verkeersknooppunt ten zuidoosten van de Poolse stad Poznań. Hier kruisen de A2 tussen Berlijn en Łódź, de S11 richting Katowice en de DW433 richting Poznań elkaar. Het knooppunt is genoemd naar het dorp Krzesiny, dat er ten westen van ligt.
Het knooppunt is uitgevoerd als een klaverbladknooppunt. De A2 heeft rangeerbanen, de S11 niet.

## Geschiedenis
De A2 is op deze plaats geopend in 2003. In 2006 werd de DK11 richting het zuiden uitgebouwd tot expresweg met het nummer S11. Daardoor ontstond het knooppunt Krzesiny.

## Toekomst
Op dit moment wordt de westelijke rondweg van Poznań aangelegd. Na de voltooiing van deze weg zal de S11 niet langer als DK11 de stad inlopen, maar via de A2 om de stad heenlopen.
| Aansluitende wegen                        | Aansluitende wegen           | Aansluitende wegen  | Aansluitende wegen | Aansluitende wegen    |
| ----------------------------------------- | ---------------------------- | ------------------- | ------------------ | --------------------- |
|                                           |                              | 433 richting Poznań |                    |                       |
|                                           |                              |                     |                    |                       |
| A2S5S11 richting Berlijn Wrocław Oborniki | A2S5 richting Łódź Bydgoszcz |                     |                    |                       |
|                                           |                              |                     |                    |                       |
|                                           |                              |                     |                    | S11 richting Katowice |